# تشاه كيتشي
تشاة كيتشي (بالفارسية: چاه کیچی) هي قرية تقع في قسم دلغان الريفي (مقاطعة دلغان) في إيران. يقدر عدد سكانها بـ 2,252 نسمة .